# Ulica Krucza we Wrocławiu
Ulica Krucza – jedna z ulic w południowej części Wrocławia, przebiegająca przez teren dzielnic Krzyki i Fabryczna (osiedla: Południe i Gajowice). Obecnie łączy plac Hirszfelda z ulicą Inżynierską i ma długość ok. 1,5 km.
Ulica wytyczona została (jako Charlottenstraße) pod koniec XIX wieku na terenach dawnej Nowej Wsi Komandorskiej (Neudorf) i potem, już w wieku XX, w dawnej wsi Gajowice (Gabitz). Pierwszy jej odcinek, wyznaczony w 1880, liczył około 400 metrów i zaczynał się od Kaiser Wilhelm Straße (dzisiejsza ul. Powstańców Śląskich) przy jej skrzyżowaniu z Augustastraße (dziś jej pozostałość na tym odcinku nosi nazwę ul. Szczęśliwej) i biegł do Höfchenplatz (pl. Hirszfelda). Odcinek ten zabudowano przed rokiem 1890.
Następny fragment, od pl. Hirszfelda do Gabitzstraße (Gajowickiej) wytyczony został w 1895 i zabudowany przed 1915 (w tym okresie – w 1912 – powstał m.in. kościół św. Karola Boromeusza przy skrzyżowaniu Gajowickiej i Kruczej).
W latach 20. XX wieku, śladem dawnej drogi polnej, wytyczono ostatni, zachodni odcinek tej ulicy, od Gabitzstraße do Hochwaldstraße (Inżynierskiej). Zabudowę tego fragmentu zrealizowano w latach 1925–1936. Na samym jednak początku tego odcinka już pod sam koniec i na początku XX wieku (w dwóch etapach: 1898–1900 i 1905–1907) wybudowano – według projektów Richarda Plüddemanna i Karla Klimma – okazały gmach szkoły ludowej (dziś VII Liceum Ogólnokształcące im. Krzysztofa Kamila Baczyńskiego).
Podczas obrony przez Niemców Festung Breslau wiosną 1945 znaczna część ulicy, szczególnie wschodni, najstarszy jej odcinek, uległ niemal całkowitemu zniszczeniu. Odbudowa zabudowy tej ulicy rozpoczęto w latach 60., zmieniając jednak częściowo jej przebieg: Miejska Rada Narodowa Wrocławia 22 grudnia 1965 uchwaliła likwidację niemal całego najstarszego odcinka ulicy od ul. Powstańców Śląskich do ul. Gwiaździstej, a kilkadziesiąt ostatnich metrów Kruczej między Gwiaździstą a pl. Hirszfelda włączono do ul. Wielkiej; od tego czasu Krucza zaczyna się de facto i de iure na pl. Hirszfelda, od skrzyżowania z ul. Zaporoską.
Na początku lat 60. wybudowano wzdłuż północnej pierzei ulicy pięciokondygnacyjny blok z wielkiej płyty, jeden z pierwszych obiektów tego rodzaju we Wrocławiu, a jednocześnie jeden z pierwszych nowych budynków w tej – całkowicie wówczas jeszcze zrujnowanej – części miasta. Budynek ten (ul. Krucza numery od 1 do 31) liczy ponad 200 metrów długości i z tego powodu został przezwany „jamnikiem” lub „jamnikowcem”.
Natomiast na zlikwidowanym odcinku Kruczej ustawiono najpierw tymczasowe baraki w związku z budowanym nieopodal wieżowcem „Poltegor Centre”, później urządzono parking dla pracowników „Poltegoru”, a w 2007 roku, na miejscu „Poltegoru” rozpoczęto budowę innego wieżowca – „Sky Tower”.
Tuż przy skrzyżowaniu ul. Kruczej z ul. Zaporoską znajdował się kompleks mieszkalno-handlowo-usługowy projektu Leszka Tumanowicza.